# ۱۳۳۱ (خورشیدی)
۱۳۳۱ هزار و سیصد و سی و یکمین سال هجری خورشیدی سالی عادی است.

## رویدادها
- ۱۱ اردیبهشت - بنای جدید (فعلی) آرامگاه سعدی افتتاح شد.
- ۱۴ اردیبهشت - روزنامه‌های تهران به استثنای جراید محافظه کار از جمله «اطلاعات» به نام دفاع از میهن، جنگ با «نیویورک تایمز» را که دو روز پیش از آن در مقاله‌ای «ملی شدن نفت ایران» را اشتباه ایرانیان خوانده بود، آغاز کرده و ضمن حملات متقابل، به تاریخچه و مدیریت این روزنامه و… پرداختند.
- ۳۰ تیر ـ تیراندازی ارتش ایران به راهپیمایی هواداران محمد مصدق و به قدرت رسیدن دوباره مصدق.
- ۹ مرداد - تعطیلی بانک شاهنشاهی به دستور مصدق، نخست وزیر وقت.[۱][۲]
- ۳۰ مهر ـ قطع روابط سیاسی ایران و بریتانیا.

## زادروزها
- ۴ فروردین - واروژ کریم‌مسیحی، کارگردان، فیلم نامه‌نویس و تدوینگر
- ۵ فروردین - سعید قهاری، از فرماندهان ارشد سپاه پاسداران ایران
- ۱۵ فروردین - پوراندخت مهیمن، بازیگر
- ۱۸ اردیبهشت - فریماه فرجامی، بازیگر
- ۲۱ اردیبهشت ـ شهره آغداشلو، بازیگر ایرانی‐آمریکایی سینما
- ۱ خرداد - محمود واعظی، سیاستمدار
- ۲۰ خرداد - فهیمه رحیمی، نویسنده رمان‌های عامه‌پسند
- ۲۹ خرداد ـ کامیار شاپور، فرزند فروغ فرخزاد و پرویز شاپور
- ۲ مرداد - منیرو روانی‌پور، نویسنده
- ۲۷ شهریور - فرهاد آئیش، بازیگر
- ۳۰ شهریور - بیژن نامدار زنگنه، فعال اقتصادی و سیاستمدار اصلاح طلب
- ۱۸ مهر - مرتضی پورصمدی، عکاس و فیلمبردار مستند
- ۳۰ مهر - آتش خیر، بازیگر
- ۲۶ آبان - یدالله صمدی، کارگردان
- ۵ آذر - محمد صالح علاء، مجری،فیلمساز و ترانه سرا
- ۱۰ دی - محمود پاک‌نیت، بازیگر
- ۲۶ بهمن ـ داریوش طلایی، نوازندهٔ ایرانی تار و سه‌تار

تاریخ نامعلوم
- محمود برآبادی، نویسنده ایرانی در حوزه کودک و نوجوان
- علی سعیدلو، معاون شهرداری تهران در زمان شهرداری محمود احمدی‌نژاد
- محمد ستاری‌فر، اقتصاددان ایرانی
- ژاکلین، آهنگساز، ترانه سرای ارمنی تبار اهل ایران، فرزند ویگن

## درگذشت‌ها
- سرتیپ محمد درگاهی، رئیس نظمیه، رئیس شهربانی کل کشور